# USS Charles P. Cecil (DD-835)
USS Charles P. Cecil (DD/DDR-835) là một tàu khu trục lớp Gearing được Hải quân Hoa Kỳ chế tạo vào giai đoạn cuối Chiến tranh Thế giới thứ hai. Nó là chiếc tàu chiến duy nhất của Hải quân Mỹ được đặt theo tên Chuẩn đô đốc Charles P. Cecil (1893-1944), người tham gia cả hai cuộc thế chiến và được trao tặng Huân chương Chữ thập Hải quân. Hoàn tất khi chiến tranh đã sắp kết thúc, con tàu tiếp tục phục vụ trong giai đoạn Chiến tranh Lạnh và Chiến tranh Việt Nam cho đến năm 1979. Nó được chuyển cho Hy Lạp năm 1970 và tiếp tục phục vụ cùng Hải quân Hy Lạp như là chiếc Apostolis (D216) cho đến năm 1993. Nó bị tháo dỡ năm 2003.

## Thiết kế và chế tạo
Charles P. Cecil được đặt lườn tại xưởng tàu của hãng Bath Iron Works Corp. ở Bath, Maine vào ngày 2 tháng 12 năm 1944. Nó được hạ thủy vào ngày 22 tháng 4 năm 1945; được đỡ đầu bởi bà Charles P. Cecil, vợ góa đô đốc Cecil, và nhập biên chế vào ngày 29 tháng 6 năm 1945 dưới quyền chỉ huy của Hạm trưởng, Trung tá Hải quân W. Outerson.

## Lịch sử hoạt động

### Charles P. Cecil(DD/DDR-835)
Charles P. Cecil đi đến cảng nhà San Diego, California vào ngày 20 tháng 11 năm 1945, rồi nhanh chóng lên đường cho một lượt phục vụ tại Thái Bình Dương, nơi nó hoạt động trong thành phần Lực lượng Đặc nhiệm 1 trong Chiến dịch Crossroads để thử nghiệm bom nguyên tử tại đảo Bikini cũng như hỗ trợ cho hoạt động của lực lượng chiếm đóng tại Nhật Bản. Nó quay trở về San Diego vào ngày 9 tháng 8, rồi tham gia các cuộc thực tập tại vùng bờ Tây cho đến ngày 26 tháng 8 năm 1947, khi nó lại lên đường cho một lượt phục vụ khác tại Viễn Đông. Con tàu đã ghé qua nhiều đảo tại Thái Bình Dương, các cảng Trung Quốc, Nhật Bản và Okinawa trước khi quay trở về San Diego vào ngày 5 tháng 5 năm 1948.
Được xếp lại lớp như một tàu khu trục cột mốc radar và mang ký hiệu lườn mới DDR-835 từ ngày 18 tháng 3 năm 1949, Charles P. Cecil rời San Diego vào ngày 4 tháng 4 để chuyển sang cảng nhà mới Newport, Rhode Island, và gia nhập Hạm đội Đại Tây Dương. Xuất phát từ căn cứ Newport và kể từ tháng 12 năm 1950 từ căn cứ Norfolk, Virginia, nó hoạt động tại vùng bờ biển Đại Tây Dương suốt trong những năm thập niên 1950, tiến hành những chuyến đi thực tập cho học viên sĩ quan, thỉnh thoảng được phái sang hoạt động tại Địa Trung Hải, xen kẻ với những giai đoạn bảo trì và huấn luyện ôn tập nhằm sẵn sàng chiến đấu. Con tàu cũng tham gia các cuộc tập trận của Khối NATO trải rộng từ vùng biển Bắc Cực cho đến Địa Trung Hải. Trong lượt phục vụ cùng Đệ Lục hạm đội tại Địa Trung Hải vào mùa Thu năm 1956 lại trùng hợp với vụ Khủng hoảng kênh đào Suez, và chiếc tàu khu trục đã tuần tra nhằm đề phòng xung đột mở rộng.
Từ tháng 1 năm 1959, Charles P. Cecil được trang bị bổ sung những thiết bị điện tử và cảm biến tiên tiến, và bắt đầu tập trung vào việc thực hành và thử nghiệm phòng không, đóng góp vào việc phát triển các kỹ thuật hiện đại. Tuy nhiên hoạt động huấn luyện của nó vẫn bao gồm việc tìm-diệt chống tàu ngầm và hỗ trợ đổ bộ theo đòi hỏi của một tàu khu trục đa năng.

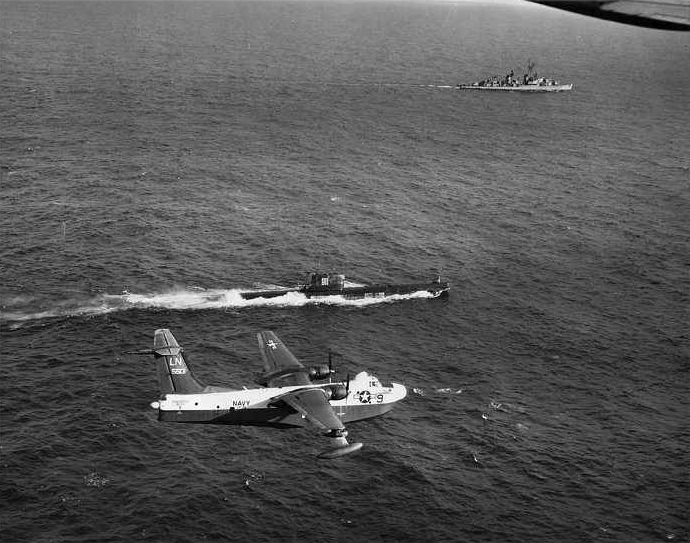
Charles P. Cecil và một thủy phi cơ Martin P5M Marlin đang theo dõi một tàu ngầm Liên Xô lớp Foxtrot trong vụ Khủng hoảng tên lửa Cuba, 1962.

Charles P. Cecil là một trong những tàu chiến đầu tiên tham gia hoạt động phong tỏa vùng biển chung quanh Cuba vào mùa Thu năm 1962, trong vụ Khủng hoảng tên lửa Cuba, khi Liên Xô bố trí những tên lửa đạn đạo mang đầu đạn hạt nhân trên hòn đảo Trung Mỹ này. Chiếc tàu khu trục đã trực tiếp theo dõi một chiếc tàu ngầm lớp Foxtrot Liên Xô, buộc nó phải nổi lên mặt nước để xác định nhận dạng.
Vào năm 1963, Charles P. Cecil đi đến Xưởng hải quân Brooklyn để được nâng cấp trong khuôn khổ Chương trình Hồi sinh và Hiện đại hóa Hạm đội I (FRAM: Fleet Rehabilitation and Modernization), nhằm kéo dài vòng đời hoạt động thêm 10 đến 20 năm, đồng thời nâng cấp radar và sonar cùng vũ khí chống ngầm để cải thiện năng lực tác chiến chống ngầm. Con tàu được xếp lại lớp và quay trở lại ký hiệu lườn cũ DD-835 từ ngày 30 tháng 7 năm 1963. Việc nâng cấp hoàn tất vào tháng 5 năm 1964.
Charles P. Cecil sau đó có một lượt phục vụ trong cuộc Chiến tranh Việt Nam từ tháng 10, 1967 đến tháng 4, 1968, và đã ghé qua vịnh Subic, Philippines giữa các đợt hoạt động trong biển Đông. Sau đó trong giai đoạn 1968 đến 1970, nó có những đợt phục vụ cùng Đệ Lục hạm đội tại Địa Trung Hải, bao gồm một chuyến đi hoạt động tại Hồng Hải và Ấn Độ Dương từ tháng 3 đến tháng 9, 1969.
Từ ngày 7 tháng 1 đến ngày 14 tháng 8, 1972, Charles P. Cecil thực hiện một chuyến đi vòng quanh thế giới, vốn đã đưa nó đi ngang qua Puerto Rico, Recife, Angola, Kenya, Ethiopia, Saudi Arabia, Pakistan, Ceylon, Singapore, Philippines, Hong Kong, Yokosuka, Midway, Trân Châu Cảng, San Diego, Balboa, Panama và Newport. Trong khuôn khổ chuyến đi này, nó đã hoạt động trong cuộc chiến tranh Việt Nam từ ngày 2 tháng 5 đến ngày 1 tháng 7 ngoài khơi Đà Nẵng và Chu Lai.
Đến tháng 7, 1973, Charles P. Cecil được điều động sang Hải đội Khu trục 28 và phục vụ cùng Hải quân Dự bị Hoa Kỳ, đặt cảng nhà tại New London, Connecticut. Nó được cho xuất biên chế đồng thời rút tên khỏi danh sách Đăng bạ Hải quân vào ngày 1 tháng 10, 1979.

### Apostolis(D216)
Con tàu được bán cho Hy Lạp vào ngày 8 tháng 8, 1980, và tiếp tục phục vụ cùng Hải quân Hy Lạp như là chiếc Apostolis (D216). Nó ngừng hoạt động vào năm 1993 và bị tháo dỡ vào tháng 3, 2003.